# Попівка (Вінницький район)
Попі́вка (МФА: [popiŭka] ( прослухати)) — село в Україні, у Липовецькій міській громаді Вінницького району Вінницької області. Населення на 1 січня 2025 року, становить 382 особи.

## Археологічні знахідки: унікальне поховання
Біля села археологи знайшли унікальне поховання, яке датується III—IV століттям нашої ери. Станом на 2017 р. вчені уже дослідили 18 поховань, які відносяться до Черняхівської культури, що була поширена на території України у III—IV столітті нашої ери.

## Новітня історія
17 січня 2019 року парафія УПЦ МП святої великомучениці Параскеви-П'ятниці провела парафіяльні збори, на яких вирішила приєднатися до Вінницької єпархії Єдиної помісної Української Православної Церкви.
12 червня 2020 року, розпорядженням Кабінету Міністрів України № 707-р «Про визначення адміністративних центрів та затвердження територій територіальних громад Вінницької області», увійшло в Липовецьку міську громаду.
19 липня 2020 року, в результаті адміністративно-територіальної реформи та ліквідації Липовецького району, село увійшло до складу Вінницького району.

## Відомі люди
- Кириця Йосип Гнатович — підполковник Армії УНР.[6]

## Галерея

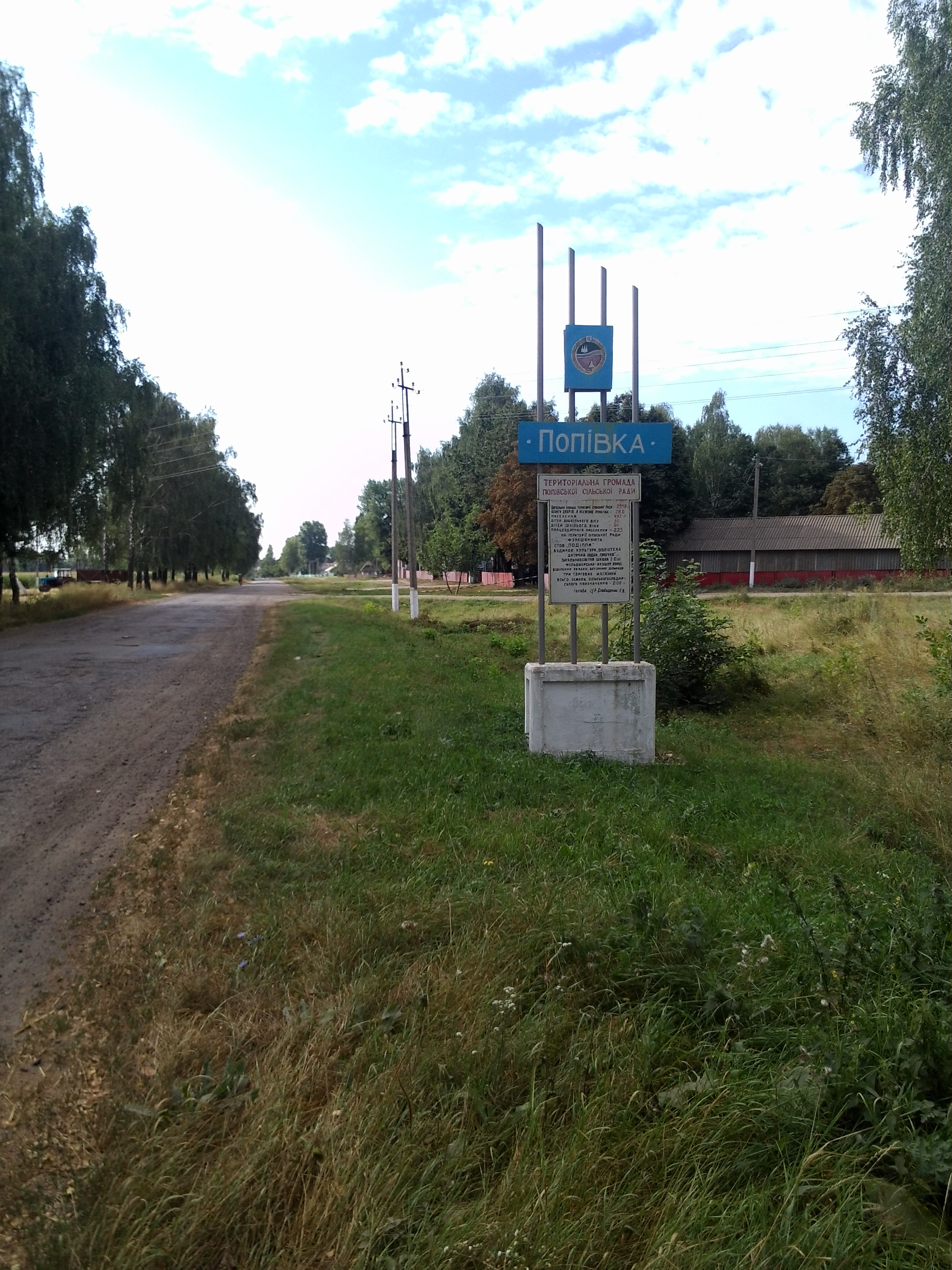
На в'їзді до села
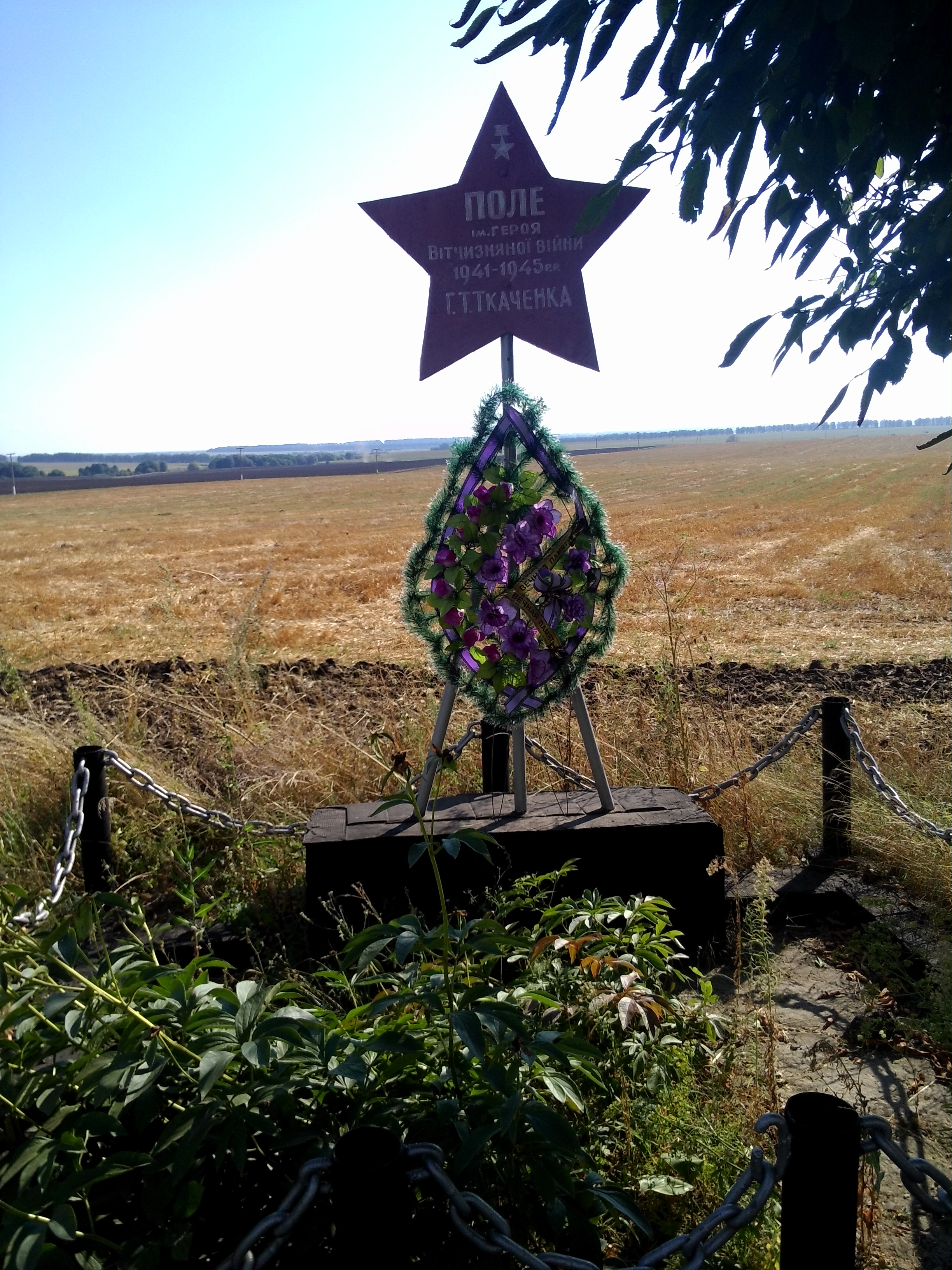
Поле імені Ткаченка, Героя Радянського Союзу, що визволяв село
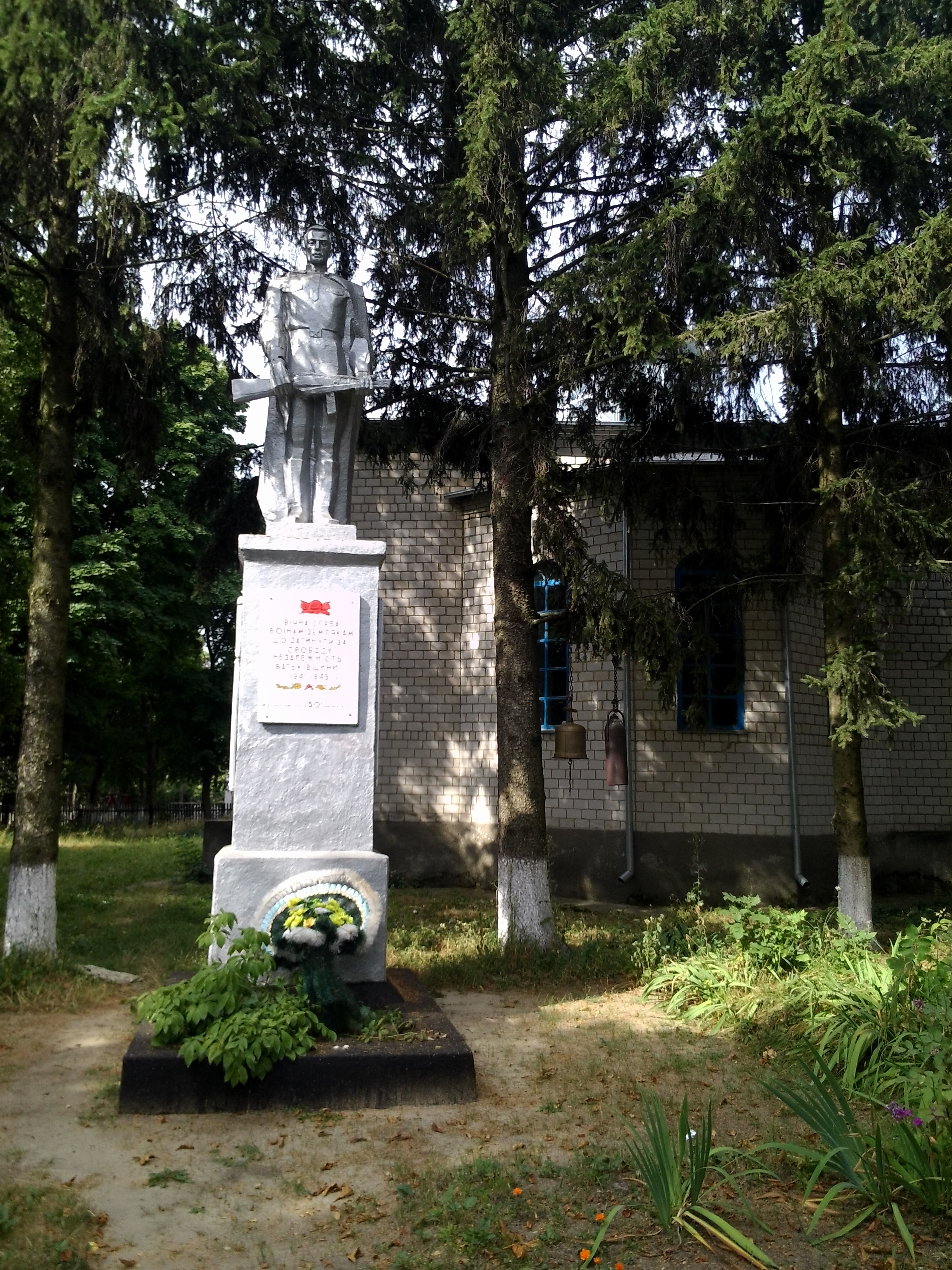
Пам’ятник 225 воїнам–односельчанам, загиблим на фронтах Другої світової війни
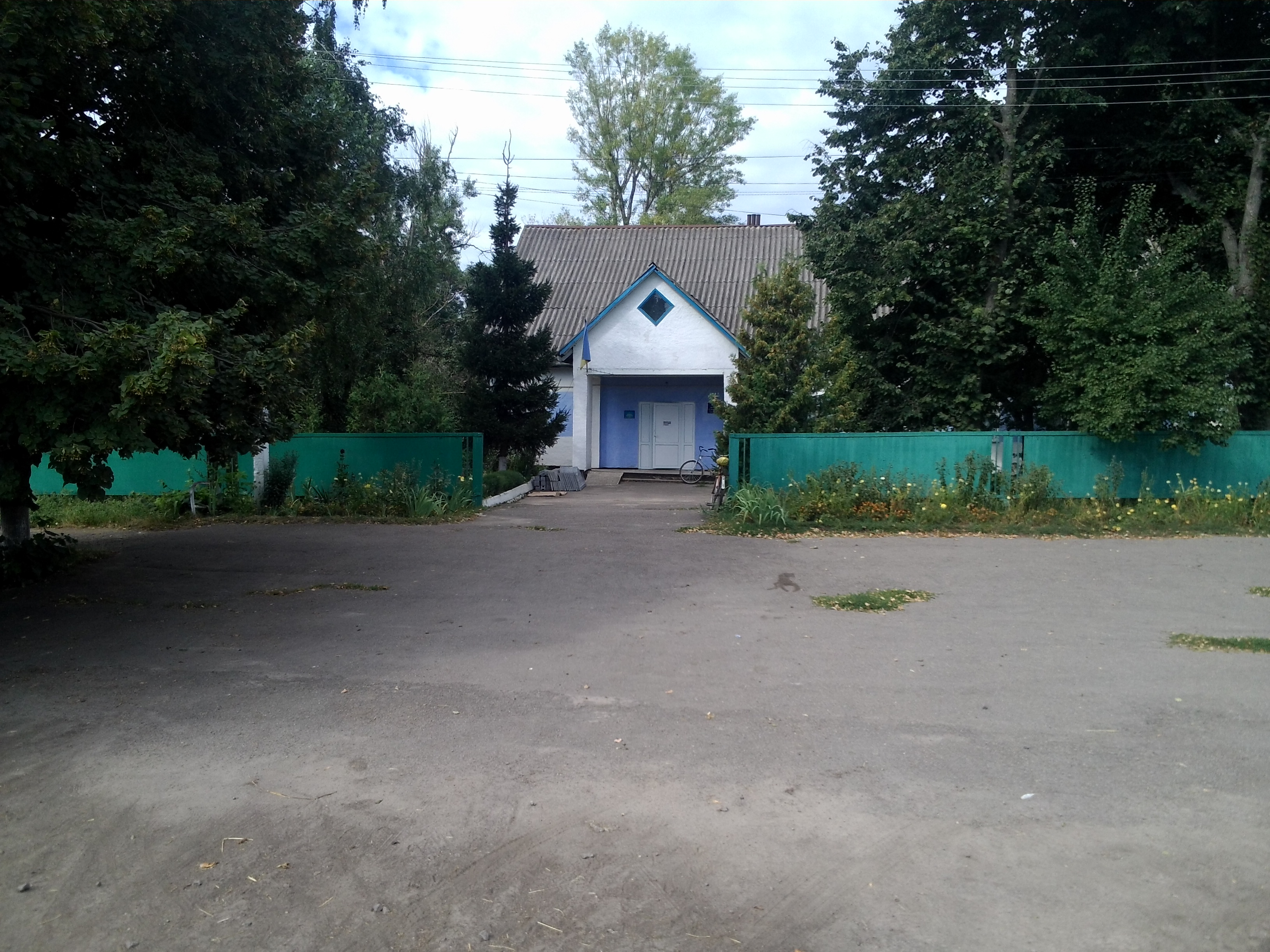
Сільська рада
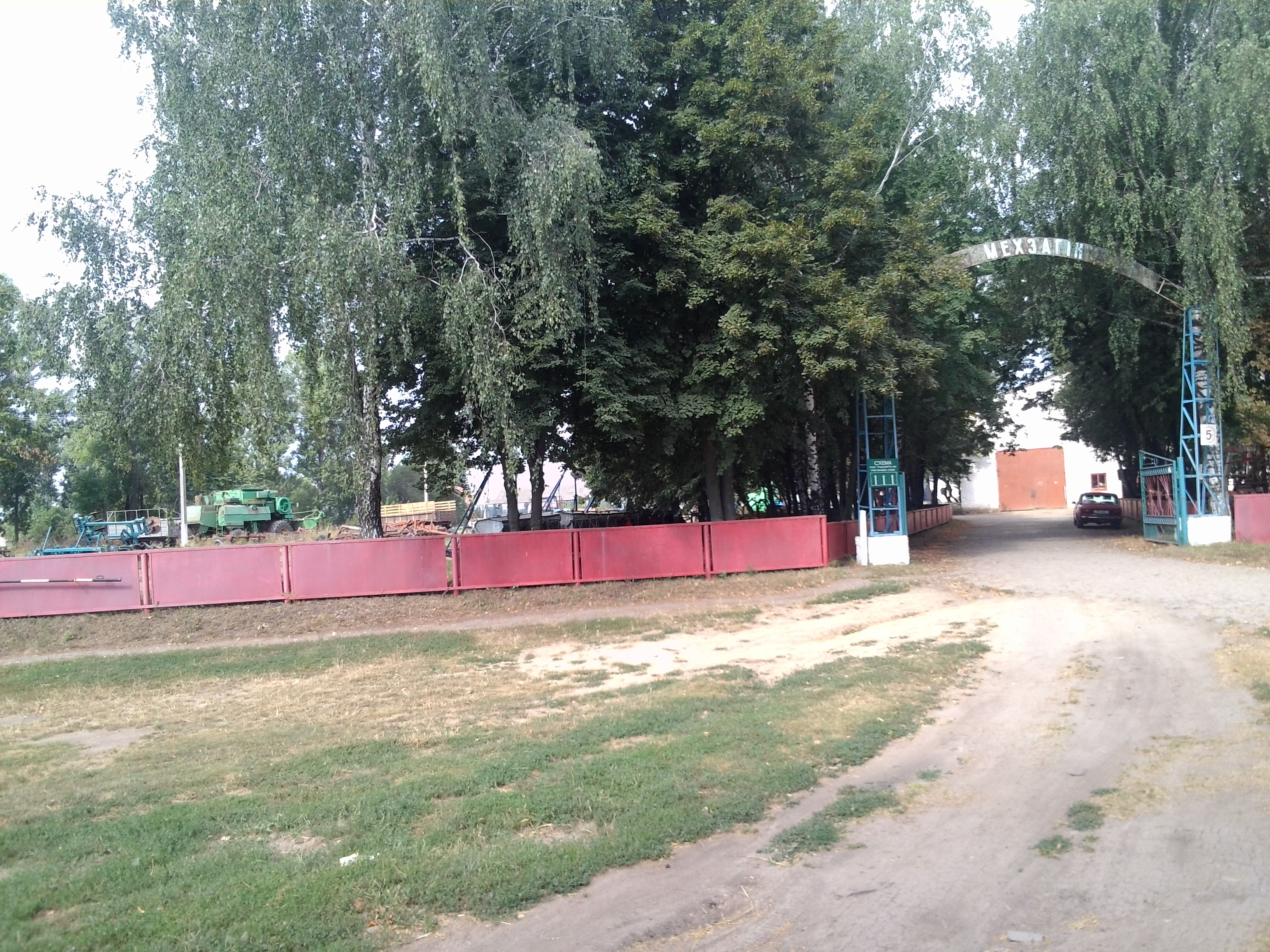
Мехзагін
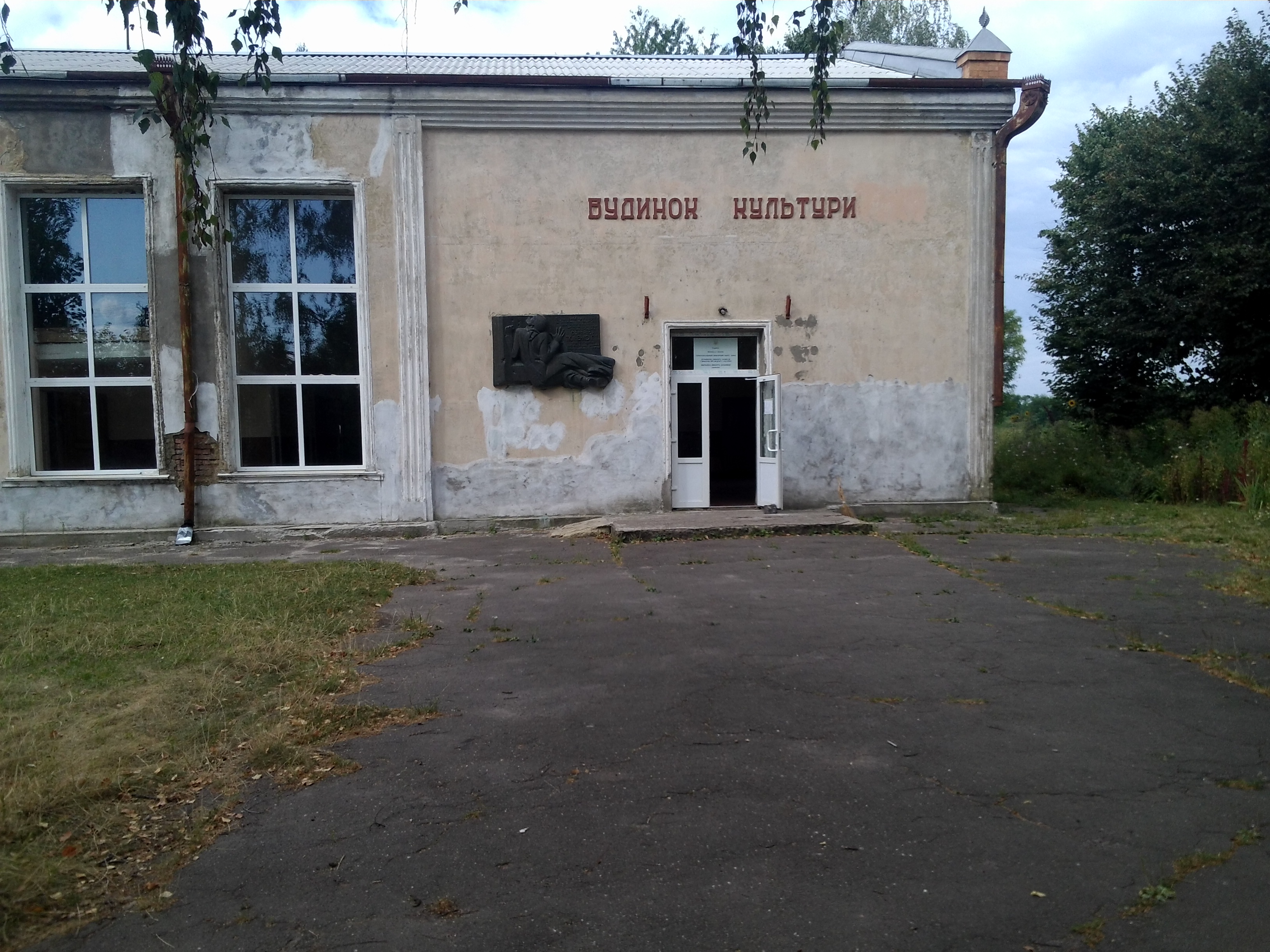
Будинок культури
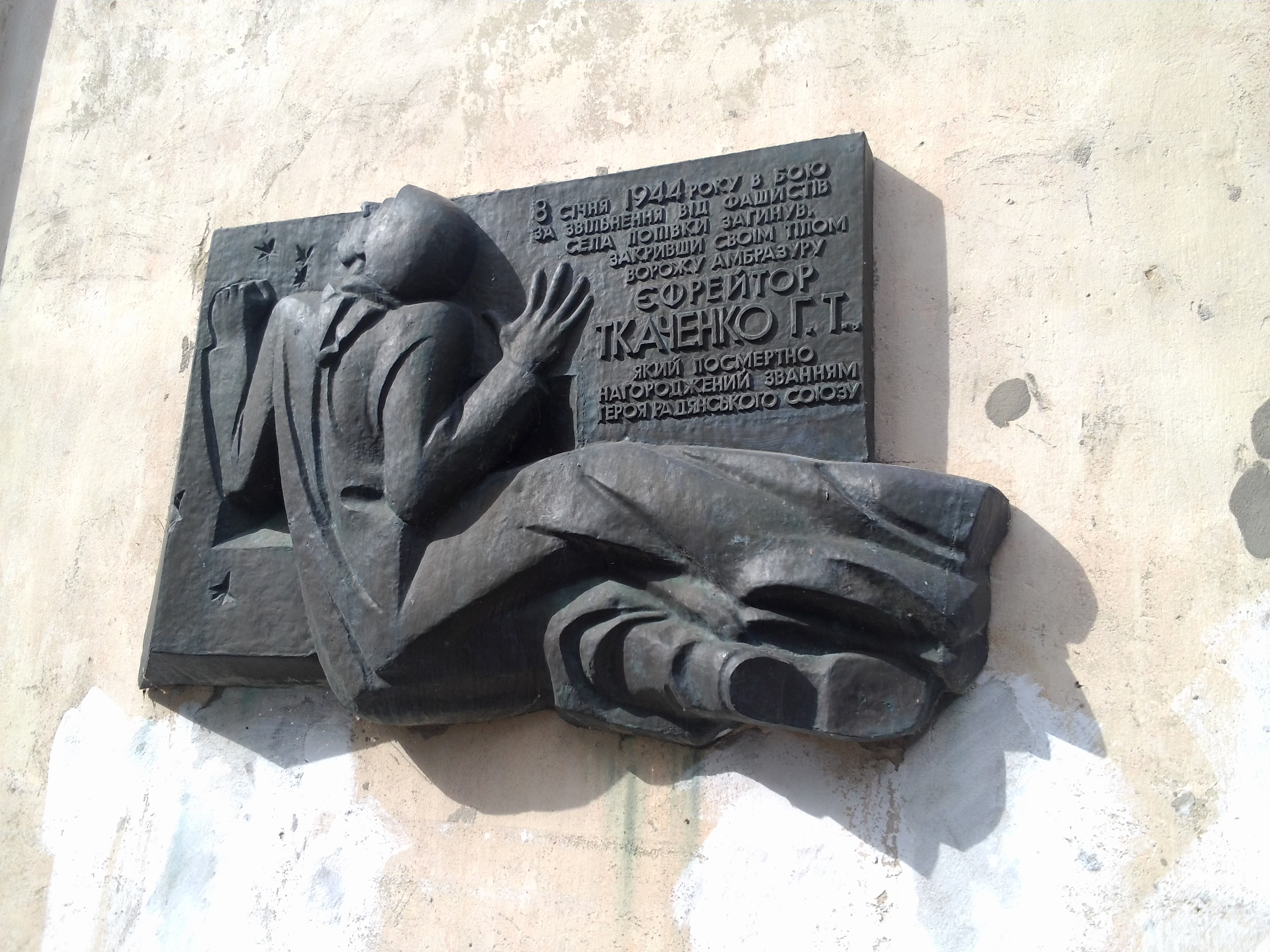
Меморіальна дошка Герою Радянського Союзу Г.Т. Ткаченку на будівлі Будинку культури
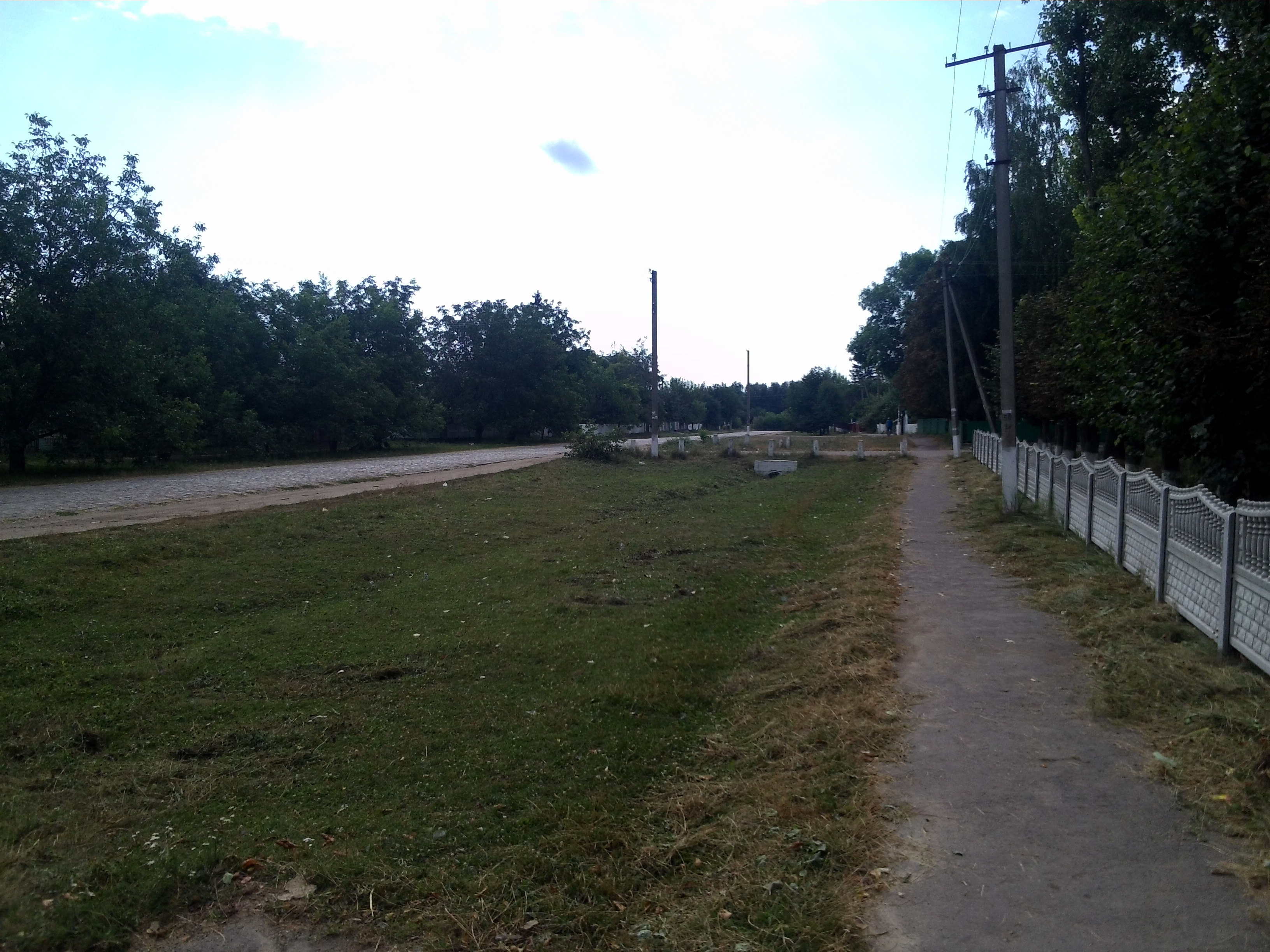
Головна вулиця села
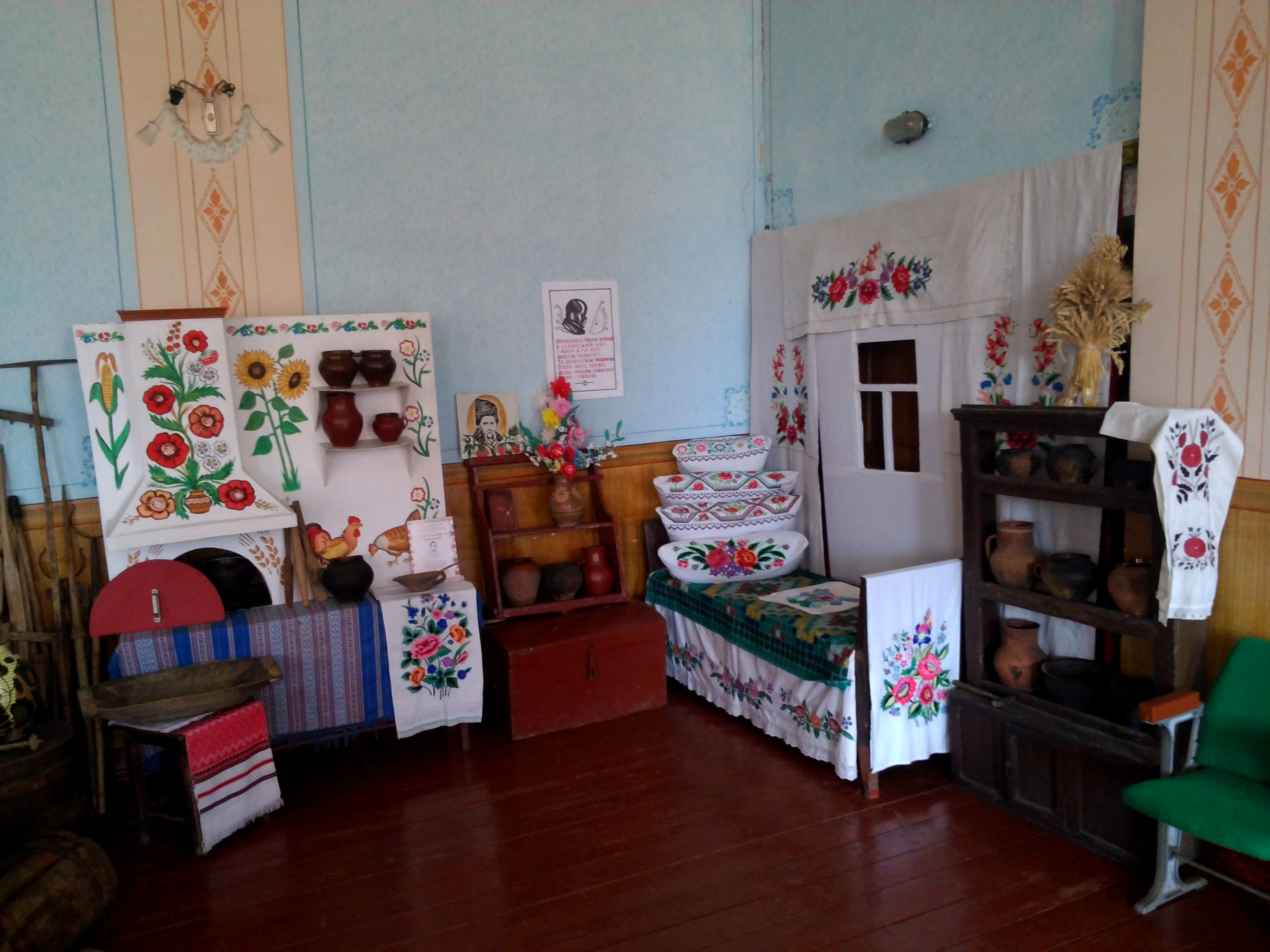
Краєзнавчий куточок у Будинку культури
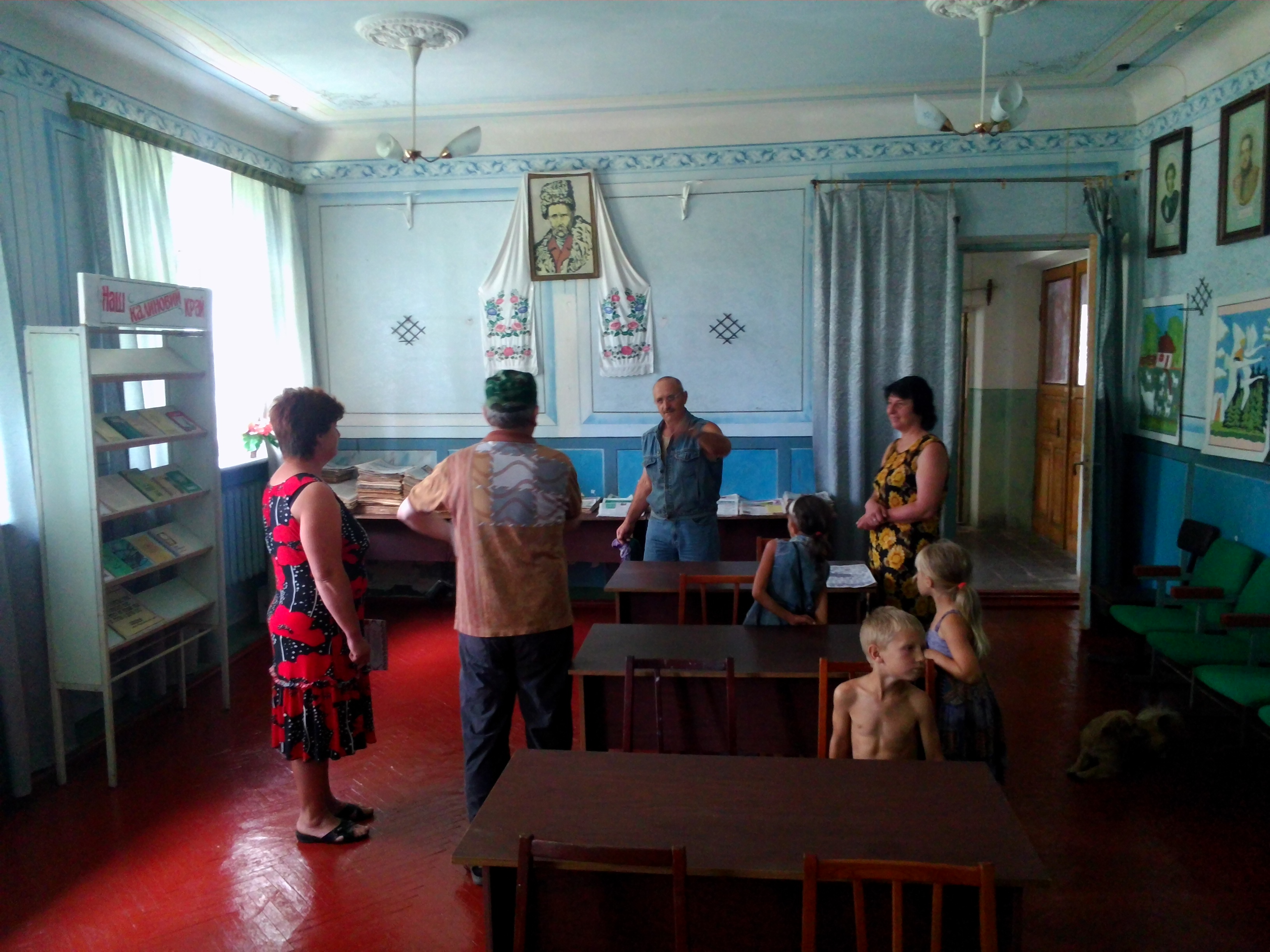
У бібліотеці
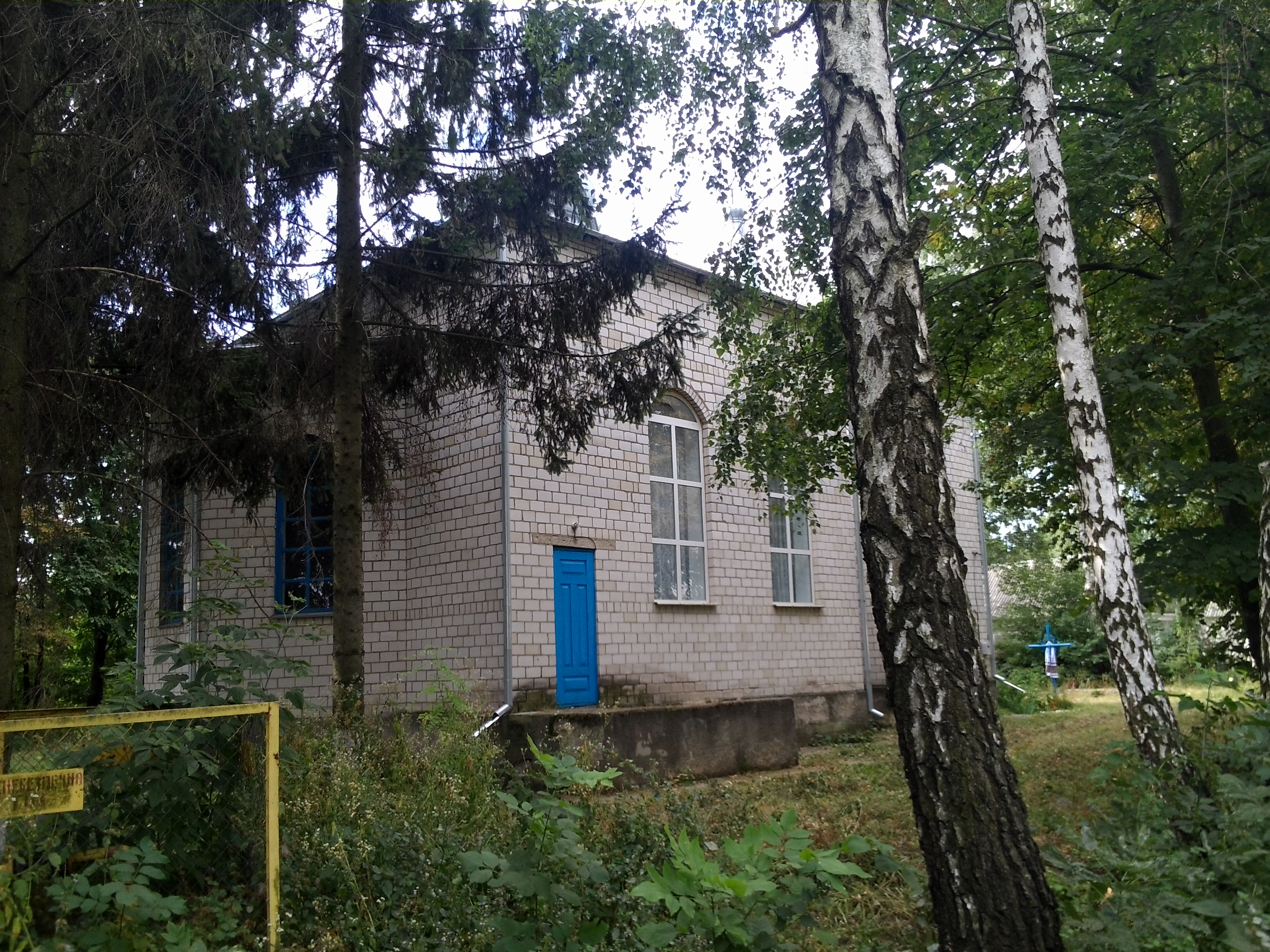
Церква
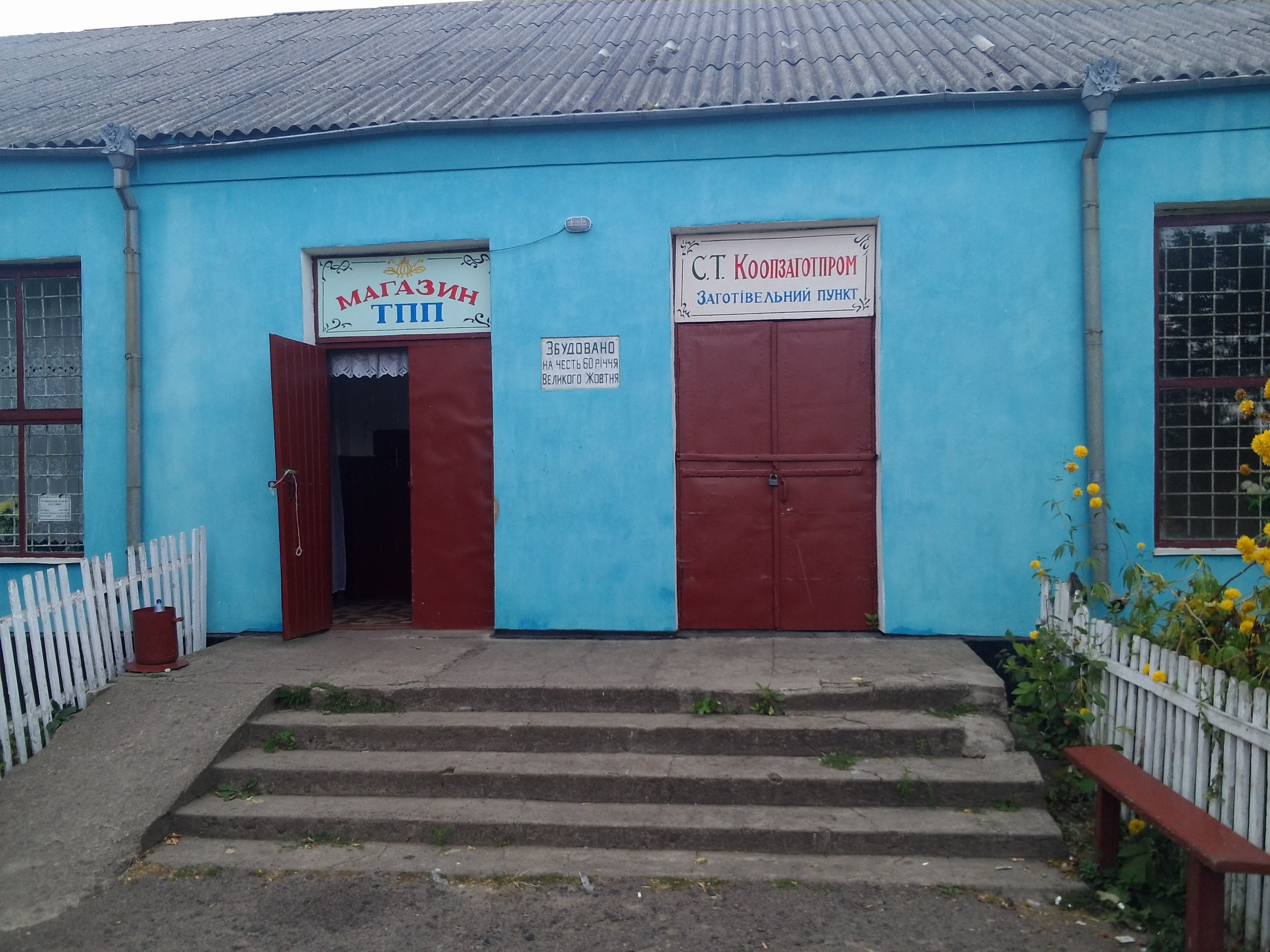
Будівля магазину